# Мирамар (Аламос)
Мирамар (шп. Miramar) насеље је у Мексику у савезној држави Сонора у општини Аламос. Насеље се налази на надморској висини од 200 м.

## Становништво
Према подацима из 2010. године у насељу су живела 3 становника.

### Хронологија
| Година       | 2000      | 2005      | 2010 |
| ------------ | --------- | --------- | ---- |
| Становништво | 6 (4 / 2) | 8 (5 / 3) | 3    |

### Попис
| # | Индикатор                     | Вредност |
| - | ----------------------------- | -------- |
| 1 | Укупно домаћинстава           | 5        |
| 2 | Укупно насељених домаћинстава | 2        |
| 3 | Величина локације             | 1        |